# Gerardo Villalonga Hellín
Gerardo Villalonga Hellín (Mahón, 29 aprile 1958) è un vescovo cattolico spagnolo, dal 14 febbraio 2023 vescovo di Minorca.

## Biografia
Gerardo Villalonga Hellín è nato a Mahón il 29 aprile 1958 ed è il terzo dei quattro figli di Rafael Villalonga e Ana Hellín.

### Formazione e ministero sacerdotale
Ha studiato in una scuola magistrale a Palma di Maiorca e nel 1978 è entrato nel corpo insegnanti di istruzione generale di base. Ha lavorato presso le scuole "Cuore di Maria" e "Antoni Juan" nella sua città natale come docente di spagnolo, inglese e religione.
Si è quindi trasferito ad Astorga per svolgere il servizio militare. Nel 1981 è entrato nel seminario diocesano di quella città, un istituto affiliato alla sede di Burgos della Facoltà di teologia della Spagna settentrionale. Terminati gli studi, ha conseguito il baccalaureato in teologia e la licenza in studi ecclesiastici nel 1986.
Il 20 giugno 1987 è stato ordinato presbitero per la diocesi di Minorca nella cattedrale diocesana da monsignor Antonio Deig Clotet. In seguito è stato vicario parrocchiale della parrocchia di San Francesco a Ciutadella de Menorca, delegato per l'insegnamento e insegnante nel corso di istruzione generale di base presso la scuola pubblica "Pere Casasnovas" di Ciudadela dal 1987 al 1990. Nel 1990 è stato inviato a Roma per studi. Nel 1993 ha conseguito la licenza in diritto canonico e una specializzazione post-laurea in giurisprudenza presso la Pontificia Università Gregoriana. Tornato in patria è stato parroco di Nostra Signora del Rosario a Es Castells dal 1993 al 2005; vicario giudiziale dal 1993 al 2013; direttore di Editorial Menorca, la casa editrice di Diario Menorca, dal 2001; parroco della parrocchie della cattedrale di Nostra Signora del Rosario e di San Francesco dal 2005 al 2016; vicario generale dal 2011 al 2015; amministratore diocesano dal 2015 al 2017; parroco della parrocchia di San Martino a Es Mercadal dal 2016 al 2018; rettore del santuario della Virgen del Toro dal 2016; canonico e decano del capitolo della cattedrale e di nuovo vicario generale dal 2017 al 2021; vicario giudiziale dal 2017 e parroco della parrocchia di San Francesco a Ciutadella de Menorca dal 2018 e di nuovo amministratore diocesano dal 15 marzo 2022. È stato anche membro del consiglio presbiterale, del collegio dei consultori, del consiglio pastorale diocesano e del tribunale ecclesiastico diocesano.

### Ministero episcopale
Il 14 febbraio 2023 papa Francesco lo ha nominato vescovo di Minorca. Ha ricevuto l'ordinazione episcopale il 22 aprile successivo nella basilica cattedrale di Santa Maria a Ciutadella de Menorca dall'arcivescovo Bernardito Cleopas Auza, nunzio apostolico in Spagna e Andorra, co-consacranti l'arcivescovo metropolita di Valencia Enrique Benavent Vidal e il vescovo di Solsona Francisco Simón Conesa Ferrer. Durante la stessa celebrazione ha preso possesso della diocesi.
In seno alla Conferenza episcopale spagnola è membro del consiglio per gli affari giuridici.

## Genealogia episcopale
La genealogia episcopale è:
- Cardinale Scipione Rebiba
- Cardinale Giulio Antonio Santori
- Cardinale Girolamo Bernerio, O.P.
- Arcivescovo Galeazzo Sanvitale
- Cardinale Ludovico Ludovisi
- Cardinale Luigi Caetani
- Cardinale Ulderico Carpegna
- Cardinale Paluzzo Paluzzi Altieri degli Albertoni
- Papa Benedetto XIII
- Papa Benedetto XIV
- Cardinale Enrique Enríquez
- Arcivescovo Manuel Quintano Bonifaz
- Cardinale Buenaventura Córdoba Espinosa de la Cerda
- Cardinale Giuseppe Maria Doria Pamphilj
- Papa Pio VIII
- Papa Pio IX
- Cardinale Gustav Adolf von Hohenlohe-Schillingsfürst
- Arcivescovo Salvatore Magnasco
- Cardinale Gaetano Alimonda
- Cardinale Agostino Richelmy
- Vescovo Giuseppe Castelli
- Vescovo Gaudenzio Binaschi
- Arcivescovo Albino Mensa
- Cardinale Tarcisio Bertone, S.D.B.
- Arcivescovo Bernardito Cleopas Auza
- Vescovo Gerardo Villalonga Hellín